# Tanja Maier
Tanja Maier (* 29. Januar 1988 in der Kasachischen SSR) ist eine kasachstandeutsche Schauspielerin.
Maier wurde durch ihre Hauptrolle Gianna Seidler in der Jugendserie fabrixx bekannt. Außerdem wirkte sie in den Fernsehproduktionen Mutter auf der Palme und Großstadtrevier mit.